# 梁智鴻
梁智鴻，大紫荊勳賢，GBS，OBE，JP（1939年4月23日—），於香港成長，外科醫生，曾經出任香港大學校務委員會主席、香港行政會議成員、香港立法局議員和醫院管理局主席。

## 簡歷
梁智鴻出身自醫學世家，早年居住在油麻地黑布街和英皇道近皇仁書院的舊樓，就讀瑪利諾修院學校（小學部，小一）、聖若瑟小學（小二至小六）、聖若瑟書院（1955年中五，在同年英文中學會考中考獲英文、地理、聖經、化學以及數學5科「良」等，物理科「優」等成績，1956年中六）和皇仁書院（1957年中七），1962年畢業於香港大學醫學院。其父親梁金齡是1930年代名醫，於香港仔避風塘行醫，梁智鴻之弟梁智仁則是著名骨科醫生，其祖宗是「雞腳駁鴨腳」的清代著名中醫梁財信。
梁智鴻已婚，妻子是前瑪麗醫院放射科主管馮令儀，放射治療醫生，兩人共育有3名子女。
梁智鴻自1988年起擔任香港立法局及香港立法會議員，直至2000年放棄參選為止，期間他更擔任多年內務委員會主席。他曾擔任基本法諮詢委員會委員。1993年，他被總督彭定康委任為太平紳士。
梁智鴻自1988年起擔任香港醫學會會長，並獲政府委任為臨時醫管局成員。2000年醫院管理局成立，梁智鴻再獲委任為醫管局成員，2002年10月出任醫管局主席，2004年7月，因任內爆發沙士責任問題而辭職。在任期間，他曾積極推動醫療融資改革，及擴大醫管局董事局職能。
2005年10月，他重返政壇，獲新任行政長官曾蔭權委任為香港行政會議成員。同時他接替譚耀宗出任安老事務委員會主席。
梁智鴻現為私人執業泌尿科醫生及標準工時委員會主席。
梁智鴻分別於2001年及2010年獲頒授金紫荊星章及大紫荊勳章。
2019年8月1日，香港城市大學公布，梁智鴻將獲頒授榮譽社會科學博士學位。

## 醫學專業資格
- 香港大學內外全科醫學士
- 英國皇家外科醫院院士
- 愛丁堡皇家外科學院院士
- 澳洲皇家外科學院院士
- 美國外科學院院士
- 香港醫學專科學院院士（外科）

## 外部連結
- 梁智鴻醫生診所地址及相片
- 行政會議：梁智鴻議員
- 梁智鴻網頁 （页面存档备份，存于）